# Клейн, Лев Самуилович
Лев Самуи́лович Клейн (1 июля 1927, Витебск — 7 ноября 2019, Санкт-Петербург) — советский и российский историк, археолог, культурный антрополог, фольклорист, филолог-литературовед, историк науки. Доктор исторических наук, профессор. Один из основателей Европейского университета в Санкт-Петербурге.
В студенческие годы выступал против господствовавшего в то время «нового учения о языке» академика Марра, со времени обучения в аспирантуре — против антинорманизма, доминировавшего во взглядах советских археологов на вопрос происхождения Киевской Руси. Два десятилетия преподавал на кафедре археологии Ленинградского университета. Разрабатывал основы теоретической археологии; работы, посвящённые теории и историографии, активно публиковал не только в Советском Союзе, но и на Западе. В 1981 году Комитет государственной безопасности СССР инициировал возбуждение уголовного дела против учёного, и тот был осуждён.
После освобождения в 1982 году Клейн был лишён учёной степени и звания. Лишь в годы перестройки он начал преподавание за рубежом, а после распада СССР стал профессором СПбГУ и до 1997 года преподавал в Европейском университете. После выхода на пенсию в 70-летнем возрасте Клейн продолжил преподавание в зарубежных университетах. В начале XXI века он приступил к активной публикации работ, многие из которых были задуманы и частично написаны ещё в 1970—1980-е годы.

## Биография

### Ранние годы
Лев Самуилович Клейн родился 1 июля 1927 года в Витебске, в интеллигентной еврейской семье, атеистической и сильно русифицированной: дома обиходным языком был русский. Спустя многие годы, в одном из интервью известный археолог признавался: «Я не особенно чувствую себя евреем. Своё еврейство я ощущаю только, когда наталкиваюсь на барьеры со стороны властей. В семье у нас не разговаривали ни на идише, ни на иврите, и у нас не было иудейской религии». Свою национальность Клейн определяет как «русский еврейского происхождения». В предисловии к своей монографии «Спор о варягах» Клейн отметил следующее: «По национальности я всегда ощущал себя русским — я русский по языку, по культуре, по интересам и связям (почти все мои друзья и ученики русские), и даже по религии я не иудей (ещё мой дед был атеистом). Но в документах у меня значилось „еврей“, и я никогда от этого не открещивался».
Оба деда Льва Клейна до революции были предпринимателями: один — ремесленник Симон-Вульф Шлеймович Клейн, другой — купец первой гильдии Мовша Беркович Рафальсон был занят в зерноторговле. Отец, Самуил Симхович (в быту Станислав Семёнович) Клейн (1894—?), родился в Варшаве (польское имя было ему дано при рождении), в Гражданскую войну был офицером-медиком в Добровольческой армии Деникина, под конец войны (с 1920 г.) — в Красной армии. Мать, Ася Моисеевна Клейн (урождённая Рафальсон), была хирургом, в 1950—1963 годах была главным врачом Гродненской областной станции скорой медицинской помощи. «Если у меня есть какие-то [творческие] способности … , — вспоминал Клейн, — я думаю, что они у меня действительно от матери. От отца я мог унаследовать организаторские способности, волю, но музыкальные и прочие творческие дарования — от матери. Она всегда блестяще училась (на одни пятёрки), очень много знала и была не только известным хирургом, но и любимым преподавателем».
Вместе со Львом рос и воспитывался его младший брат Борис. В будущем Борис окончит юридический факультет Ленинградского университета, несколько лет проработает в прокуратуре, но потом бросит нелюбимую работу и вернётся в Гродно работать преподавателем истории. Дружба с опальным писателем Василём Быковым, а также возмущение вторжением советских войск в Чехословакию приведут его к исключению из партии и увольнению из университета без права поступления на преподавательскую и ответственную работу. Позже Борис Клейн восстановится в партии и поступит на работу в местный университет, чтобы спустя десяток лет всё-таки эмигрировать в США.
Детство будущего учёного (по его собственному определению, «благополучное и трудовое») проходило в Витебске. Лев, вместе с братом Борисом, учился в белорусской средней школе и в музыкальной школе по классу рояля. «По музыке я продвигался очень быстро, — вспоминал учёный, — из первого класса сразу в третий, а из пятого, минуя шестой и седьмой, сразу в училище». Вместе с братом Лев выступал на концертах, сам же исполнял Вторую венгерскую рапсодию Листа и с симфоническим оркестром — «Прощальную» симфонию Гайдна. Однако стать профессиональным музыкантом юному Клейну так и не довелось: психологическое отторжение концертной деятельности, многочасовые ежедневные упражнения в ущерб любым другим увлечениям, а также, в некоторой степени, отсутствие хорошего контакта с преподавательницей Е. Р. Шуман — всё это привело к тому, что на одном из концертов Лев демонстративно захлопнул крышку рояля и ушёл со сцены, положив, таким образом, конец своему музыкальному образованию и музыкальной карьере.

### Война
В 1941 году отец и мать Льва Клейна были призваны в армию в качестве врачей: отец, Самуил Симхович, в звании майора медицинской службы был начальником первого отдела Управления 87-го эвакопункта. Остальные члены семьи (Лев вместе с дедом, бабушкой и младшим братом) были эвакуированы в Волоколамск, оттуда переправлены в Егорьевск, потом — в Йошкар-Олу. Там Лев поначалу работал в колхозе, затем окончил восьмой и девятый классы средней школы и в 16-летнем возрасте ушёл на фронт вольнонаёмным.
В 1944 году на 3-м Белорусском фронте служил в военно-строительной части и прошёл с нею от Смоленска до Каунаса. После сильной контузии Клейна отправили на лечение в Рославль. Там же он поступил в железнодорожный техникум, где проучился год. После войны поселился в Гродно, где после демобилизации его отец стал директором больницы, а мать — хирургом в другой больнице и заведующей городской скорой помощью. Там же, в Гродно, Лев Клейн сдал экстерном экзамены на аттестат зрелости и поступил в Гродненский педагогический институт на факультет языка и литературы.

### Университетские годы
В 1947 году, после двух лет обучения в Гродненском педагогическом институте и конфликта с первым секретарём горкома партии Лев Клейн перевёлся на очное отделение в Ленинградском университете, где до этого учился заочно. Первые годы он обучался одновременно на двух факультетах: историческом (на кафедре археологии под руководством проф. М. И. Артамонова) и филологическом (изучал русскую филологию под руководством проф. В. Я. Проппа), по собственным словам, став единственным студентом в России, который обучался одновременно на двух дневных очных отделениях. Впрочем, окончил студент Клейн только исторический факультет, получив в 1951 году диплом с отличием.
В студенческие годы наибольшее влияние на Клейна оказали его научные руководители: директор Эрмитажа, заведующий кафедрой археологии М. И. Артамонов и профессор кафедры фольклора В. Я. Пропп. Как впоследствии признавал Лев Самуилович, он «очень благоговел перед [Артамоновым] и старался подражать в работе — прежде всего, думать независимо, не отдавать в печать ни одной работы, если в ней нет интересной идеи, писать ясным простым языком (не играть в учёность)». Помимо этого, заметное влияние Артамонова сказывалось и в том, что многие научные поиски Клейна продолжали линию, начатую его учителем: это и изучение совместных погребений, и этногеография Скифии, и происхождение индоевропейцев, и проблема соотношения этноса и археологической культуры. Влияние Проппа сказывалось в структуралистских и семиотических идеях, заметных в археологических работах Клейна, в его обращении к гомеровскому эпосу.
Вопреки обещаниям Артамонова, после завершения обучения места в аспирантуре на кафедре исторического факультета для выпускника не нашлось, равно как не нашлось его и в Минске, и в Москве (в Институте археологии), куда Лев Самуилович безуспешно подавал документы в 1951—1954 годах, в общей сложности, четыре раза. После завершения обучения на историческом факультете Клейн сначала работал в экспедиции А. И. Тереножкина на р. Молочной, затем жил и работал школьным учителем в посёлке Волосово Ленинградской области, параллельно готовясь к поступлению в аспирантуру. Полгода он проработал библиографом в Библиотеке Академии наук в Ленинграде. В последующие годы работал учителем в средних школах Ленинграда, затем Гродно.
В 1957 году Лев Самуилович поступил в аспирантуру Ленинградского университета по археологии, которую окончил в 1960 году. Затем читал лекции на той же кафедре без оплаты и без официального оформления курса в бумагах, а в 1962 году был принят в штат кафедры в качестве ассистента. В 1968 году Клейн защитил кандидатскую диссертацию «Происхождение Донецкой катакомбной культуры». С 1976 года — доцент. Первая научная работа вышла в 1955 году, первая монография — в 1978 году. Участвовал в ряде археологических экспедиций в лесной полосе России и Белоруссии, но, главным образом, в степях Украины и Подонья, последние пять сезонов — в качестве начальника экспедиции. Места раскопок включали древнерусские города, курганы бронзового века и скифо-сарматского периода.

### Независимость мышления
Ещё школьником Клейн проявил свободомыслие и независимость, создав в школе подпольную либеральную организацию «Прометей», которая в скором времени привлекла внимание НКГБ. Это не имело особых последствий, в основном, из-за малолетства организатора. В Гродненском педагогическом институте студент Клейн выступил на конференции против первого секретаря горкома партии и вынужден был оставить институт и перебраться в Ленинград, отправиться куда планировал уже давно. В университете он подготовил доклад против всесильного тогда учения академика Марра (марризма), выступил с ним в Академии наук (оппонентами студенту были виднейшие ученые) и принял участие в дискуссии по языкознанию.
Это привело к заведению дела о его исключении из комсомола, но спасло одобрение его позиции Сталиным (что Сталин выступит против Марра, никто не ожидал). Принятый преподавателем на «идеологический» факультет, Клейн остался беспартийным. В 1960-х годах он организовал Славяно-варяжский семинар и выступил против антинорманистских позиций, господствовавших тогда в советской науке. Раздражение археологического истеблишмента вызывали и его занятия теорией в 1970-х, которые воспринимались как вопиющее нарушение субординации и подрыв позиций исторического материализма. Пугало и его частое печатание в зарубежных изданиях. Как позже вспоминал Лев Самуилович, коллеги-историки часто предостерегали его от публикаций в иностранных изданиях и от иной научной деятельности, вызывающей усиленное внимание правоохранительных органов: «Академик Пиотровский говорил мне, что не стоит так часто печататься на Западе и раздражать власти — это может плохо кончиться. Вот и кончилось…».

### Уголовное преследование
5 марта 1981 года Л. С. Клейн, преподававший тогда в ЛГУ, был арестован по обвинению в мужеложстве. При обыске, который состоялся 6 марта, была обнаружена порнография, но поскольку следователи по запросу Клейна отказались провести дактилоскопический анализ, то суд не смог принять её в качестве доказательства.
Как только наши войска вступили в Афганистан, „разрядка напряжённости“ окончилась. Отношения с Западом обострились. В Ленинграде началась волна арестов интеллектуалов — профессоров, художников. Первым был арестован Азадовский, вторым я, далее в тюрьму последовали Рогинский, Мирек, Мейлах и др. … Поскольку тогда власть придерживалась мнения, что у нас нет политических заключённых, каждому предъявляли какое-нибудь уголовное обвинение.
По словам Клейна, уже когда он сидел в тюрьме, уголовники провели собственное расследование по его делу, поскольку это имело значение для дальнейшего статуса Клейна в «зоне»; в частности, они выясняли, появлялся ли Клейн в местах встреч «голубых», был ли замечен в контактах с «голубыми», изучали аргументацию обвинения, и, на основании своего опыта, пришли к мнению, что обвинение не соответствовало действительности. Это сделало жизнь Клейна в тюрьме и лагере более сносной, чем она могла бы быть.
Согласно первому приговору Клейн был осуждён к трём годам заключения, но 11 августа 1981 года вышестоящий суд отменил этот приговор, что в советское время бывало крайне редко, а новый суд вынес значительно менее жёсткий приговор: полтора года заключения, которые Лев Самуилович к этому времени большей частью отбыл.
После освобождения Клейн был лишён учёной степени кандидата наук и звания доцента. Впоследствии он был вынужден защитить новую диссертацию, по которой получил докторскую степень, без предварительной защиты кандидатской. В качестве исследовательской работы была зачтена его монография «Археологическая типология».
Отрицая за собой подсудные деяния, сам Клейн и впоследствии, когда они стали неподсудными, не подтверждал свою принадлежность к гомосексуалам, но и не отвергал её: он заявлял, что интимная жизнь гражданина вообще не касается ни государства, ни общества.
Свои тюремные впечатления Клейн описал под псевдонимом «Лев Самойлов» в журнале «Нева», затем выпустив книгой под заглавием «Перевёрнутый мир» (Берлин, 1991; СПб, 1993; Любляна 2001; Донецк 2010). В этих очерках также содержались доказательства участия органов госбезопасности в формировании уголовного дела. В частности, открытое письмо бывшего следователя по данному делу И. И. Стреминского народному депутату СССР — главному редактору журнала «Нева» Б. Н. Никольскому и эпизоды судебного процесса, случайно зафиксировавшие участие КГБ.

### Возвращение в науку
После освобождения из заключения Льва Клейна не принимали на работу, он около десяти лет оставался безработным. В годы перестройки началось постепенное его возвращение в литературу, а с 1994 года — в университет. Лев Самуилович стал профессором кафедры философской антропологии философского факультета и преподавал в Европейском университете до 1997 года. После выхода на пенсию в 70-летнем возрасте продолжал преподавать в зарубежных университетах — Западно-Берлинском, Венском, Даремском, Копенгагенском, Люблянском, Турку, Тромсё, университете Вашингтона в Сиэтле, Высшей Антропологической школе Молдовы и др. Выступал с докладами и лекциями в Кембридже, Оксфорде, Лондоне, Стокгольме, Мадриде и других научных центрах Европы.

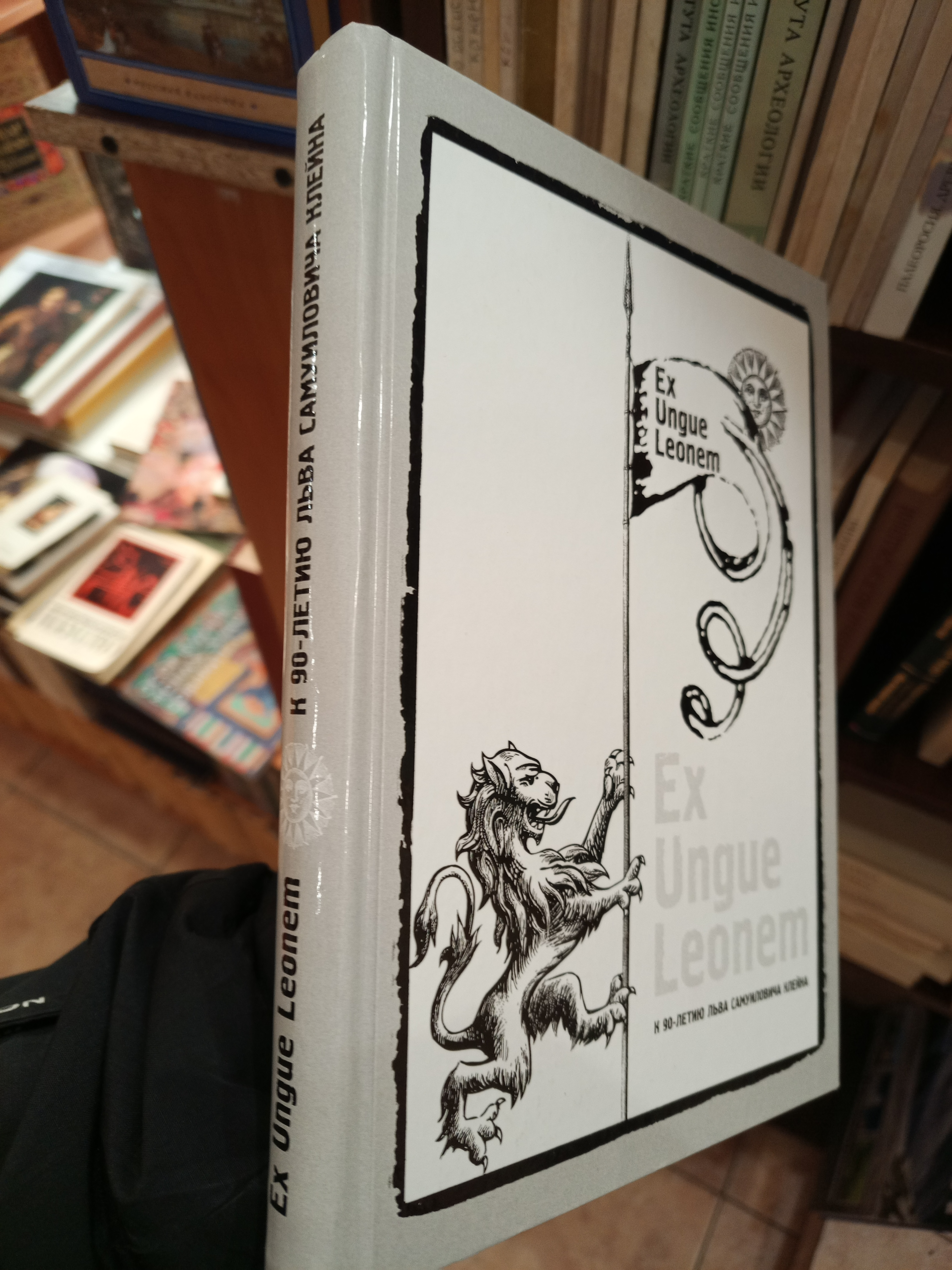
Сборник статей к 90-летию Л. С. Клейна

В 2001 году, в связи с обнаружением раковой опухоли, Клейн перенёс операцию по удалению простаты, однако через три года болезнь рецидивировала. После операции Лев Самуилович преподавательскую работу прекратил, но исследовательскую продолжал, ежегодно публикуя книги и статьи. Он также являлся колумнистом всероссийской газеты учёных «Троицкий вариант — наука» и сайта Генофонд.рф. «Когда бы я ни умер, я умру преждевременно», — написал он в статье 2004 года.
В 2010 году была опубликована автобиографическая книга «Трудно быть Клейном», в которой биография учёного и описание его научного вклада переданы, главным образом, через интервью разных лет, фрагменты его книг и личную переписку. Литературный критик Илья Кукулин назвал «Трудно быть Клейном» одной из лучших мемуарных книг, которые были напечатаны за последние несколько лет.

## Семья и личная жизнь
В своих мемуарах Клейн неоднократно упоминает о попытках построить длительные личные отношения, которые, впрочем, ни в одном из случаев успехом не увенчались. В 1970 году он сделал предложение своей бывшей студентке, состоялась помолвка, но спустя некоторое время Лев Самуилович пришёл к выводу, что ошибся в выборе спутницы жизни и с того времени попыток жениться не предпринимал («попытки женить меня были, но это были попытки уже совсем бесперспективные»).
Учёный, который в студенческие и аспирантские годы сам испытывал проблемы с поиском жилья, после приобретения постоянного места жительства стал приглашать «на подселение» в свою квартиру друзей или коллег, которые на время оказались бездомными или испытывали трудности с жильём. «Очень приятно было иметь возможность оказывать гостеприимство, — вспоминал он. — Вскоре оказалось, что это не только приятно и весело, но и удобно. Мои жильцы брали на себя целый ряд домашних обязанностей, высвобождая мне время для работы. А те, что были связаны со мною экспедициями, ещё и помогали в работе — в чертежах, обработке фотоснимков».
После освобождения из заключения Лев Самуилович не перестал приглашать подселенцев. Одним из таких жильцов был Дамир Гибадуллин, ставший впоследствии приёмным сыном учёного.
Что касается личной жизни, то Клейн никогда не давал прямого ответа на вопрос о своей ориентации. Чаще всего он объяснял это тем, что при известных фактах его биографии многие читатели не поверят его заверениям в случае, если он признается, что никогда не был гомосексуалом, посчитав его просто лжецом («вообще, в любом случае доказывать, что я не гомосексуал, так же некрасиво, как доказывать, что я не еврей или не чеченец»). В то же время признание гомосексуальности значило бы нарушение объективности в его антропологических исследованиях: «ведь я всячески стремился отвлечься от собственной ориентации, какой бы она ни была, а занятие нестандартной, экзотической позиции нарушило бы эту отстранённость». «Я никогда и нигде не объявлял себя в печати гомосексуалом, — говорил Клейн в одном из интервью, — как никогда (даже в суде) не отвергал этой возможности. Я отвергаю другое — право государства и общества вмешиваться в интимную жизнь гражданина, если он не нарушает закон».

## Научная деятельность

### Основные теоретические взгляды Клейна на археологию

#### Предмет археологии
Мои оппоненты считали археологию частью истории и обычно говорили, что исторический материализм поэтому не только теория истории, но и единственно верная теория археологии. Исторический материализм был детально разработан в советских философских и исторических институциях как инструмент для обслуживания политических целей режима. Им можно было доказать всё, что властям требовалось. Таким образом, моё начальное намерение вывести археологию из истории коренилось в необходимости освободить её от скованности цепями исторического материализма.
Согласно представлениям Клейна, археология — не часть истории и не параллельная история («история, вооружённая лопатой»), как утверждала влиятельная школа российской археологии, а источниковедческая дисциплина, по методологической природе схожая с криминалистикой. Она обрабатывает археологические источники, переводит их на язык истории и передаёт ей для включения в исторический синтез. Её обычные вопросы — что, когда, где, как, тогда как вопрос историка — почему, по какой причине. Это учение шло вразрез с традиционным советским пониманием историзма как подчинения всех гуманитарных наук истории. На Западе данная концепция также имеет мало сторонников. В одном из интервью Клейн констатировал: «Археологи боятся утратить престиж своей профессии. Они хотят непосредственно участвовать в решении великих проблем социологии и истории… . Контраст состоит в следующем. Задача археолога — реконструировать артефакты и на простейшем уровне прошлые события. Как детектив, археолог реконструирует прошлые события. Но он не имеет глубокого интереса к причинам, по которым они возникали».

#### Теория
… каждой конкретной науке нужна собственная теория. Та, которая отвечает её материалу, её предмету и вырабатывает специальные методы исследования этого предмета. 
Когда у науки есть своя специальная теория, есть вытекающий из неё строгий набор методов, тогда, естественно, эту науку очень сложно использовать для получения произвольных выводов — тех, которые угодны «начальству» по конъюнктуре.
Клейн чётко различает археологическую теорию и теоретическую археологию. Первое понятие для него характеризует инструмент исследования, второе — совокупность применений этого инструмента в науке. Отстаивая необходимость теорий, Клейн выступил с программой распознавания эмпиризма в археологии. Для приведения теоретической работы в научные рамки Клейн подвёрг критике все существующие как в СССР, так и за его рубежами представления о теории в археологии и сформулировал своё понятие, близкое к общенаучному (дефиниция была дана в статье 1978 года, бытование — в статье 1979 года, структура археологической теории — в статье 1980 года, функции теории — 1999 год). По Клейну, теория — это программа переработки информации, основанная на некой объяснительной идее. Приводя к серии шаблонных операций, теория оборачивается методом. Эти идеи обобщены в книге «Metaarchaeology» 2001 года и её русской версии 2004 года. На конференции Европейской археологической ассоциации в Петербурге Клейн выступил с докладом «Как отличить хорошую теоретическую работу по археологии от плохой». По Клейну, если принятие теории ничего не меняет в выводах, то это не теория.
По мнению Клейна, без определения понятия «теория», без опоры на строгие методы изучения всегда есть высокая вероятность от научного теоретизирования перейти к бессодержательному философствованию, свободному размышлению о высоких материях, против чего учёный всегда открыто возражал. Так, свою рецензию на учебник британского профессора Мэтью Джонсона «Archaeological Theory», пропагандирующий, по мнению Клейна, именно такой свободный стиль теоретизирования, он озаглавил «Не-археологическая не-теория». Рецензия вызвала возмущённый ответ Джонсона в том же номере журнала «Antiquity».

#### Классификация и типология
Из методов Клейн уделял особенно много внимания приёмам упорядочения, группирования — классификации и типологии. Он мотивировал различение этих понятий в археологии, увязав первое (и связанное с ним понятие класса) — с жёстким логическим членением, а второе (и связанные с ним понятия типа, типического и типизации) — с роением признаков вокруг идеальной нормы. В первом случае материал как бы раскладывается весь без остатка по «ящичкам» и их «отсекам», любой объект попадает в какой-то один «ящичек» и «отсек», по своим признакам. Это удобно для упорядочивания и математической обработки. Во втором случае объект может по одним признакам тяготеть к одному идеальному образу, по другим — к другому (чётких границ между ними нет), а какие-то (атипичные) объекты — ни к какому. Это удобно для прослеживания реальных связей в материале. Клейн показал, что эти виды группирования взаимоисключаются. Соединение преимуществ того и другого — очень сложная проблема и сопряжена с введением условности.
Обычная процедура группирования предусматривает расчленение материала на элементарные ячейки, а затем эти ячейки объединяются по общности признаков во всё более крупные блоки: признаки артефактов, сгущаясь, дают разные виды деталей артефактов, те складываются в типы целых артефактов, типы в культуры и т. д. На практике, эмпирически выявляемых общностей может оказаться очень много, тогда как вопрос, какие из них имеют функциональное и вообще культурное значение, остаётся открытым. В некоторых случаях корреляция разнородных признаков помогает установить конкретную функцию. Но Клейн доказывает, что выяснить культурное значение без привлечения посторонней информации принципиально невозможно: «исследователь только внешне поступал по обычному правилу: выделял элементарные признаки вещей, затем складывал их в типы, а типы группировал в культуру. На самом деле, он как бы тайно подсматривал вперёд — он заведомо знал, какие признаки культурно значимы, потому что в уме шёл противоположным путём: не от признаков через тип к культуре, а от культуры через тип к признакам».
Клейн предложил противоположную стратегию группирования, в частности, типологии. Эта новая стратегия, которую он назвал системной, подразумевает опору на предзнание: нужно заведомо иметь некое знание о культурном значении признаков и типов. Такое знание дают культуры, поэтому им было предложено двигаться от культур к типам, а от них — к признакам. Это предусматривает познание культур не через типы и признаки, а как-то иначе — целостным восприятием, выявлением эвидентных типов (очевидных до и без классификации) и т. п.
Теоретики (особенно Новой Археологии) отвергают эту установку, но Клейн утверждал, что наиболее успешные типологии на практике следуют ей. Это положение разработано в монографии «Археологическая типология», которая впервые была опубликована в Оксфорде в 1982 году на английском языке. Книга также была переведена в Югославии (Словении). На русском языке она появилась лишь в 1991 году.
Оксфордское издание «Археологической типологии» (1982), неполное и искажённое плохим переводом, получило мало отзывов. Французский археолог Глёзью положительно оценил работу, тогда как немецкий специалист Манфред Эггерт отнёсся к работе куда более критично, помимо большого количества недостатков перевода также отметив отсутствие чётких практических рецептов. Позицию Клейна глубоко проанализировал шведский исследователь Стиг Велиндер, который также предложил улучшение некоторых позиций Клейна.
Большего успеха книга добилась у себя на родине, когда в 1991 году был опубликован её русскоязычный вариант. На книгу было две положительных рецензии и более дюжины пространных откликов. Молдавский математик, работающий в археологии, А. Л. Шпак назвал её «великой книгой». Вводимые Клейном понятия вошли в обиход российской археологии («культурный тип», различение типологии и классификации и др.). Они стали материалом для словаря терминов классификации и группирования в археологии.

#### Процедуры и принципы
За время своей научной деятельности Лев Клейн разрабатывал и некоторые другие проблемы теоретической археологии.
Им было введено в научный оборот положение об эшелонированной археологии, с чёткой последовательностью этапов исследования. Клейну принадлежит и обобщение трёх основных типов исследовательской процедуры (планов исследования) — эмпирической, дедуктивной и проблемно-установочной. Эмпирическая начинает с фактов, дедуктивная — с гипотезы, проблемно-установочная ставит в начало постановку проблемы, которая равнозначна вееру гипотез. Эти разработки включены в обобщающую книгу 2001 года («Metaarchaeology») и 2004 года («Введение в теоретическую археологию»).
Рассматривая исходные принципы интерпретации археологического материала, учёный пришёл к диалектическому выводу, что они группируются в два ряда, и каждому принципу одного ряда противостоит в другом ряду прямо противоположный принцип. А действуют в археологии оба ряда, и оба валидны. Нужно либо выбирать один из них, либо находить баланс. Принципы, лежащие в основе раскопочной деятельности, позволяют сознательно и систематически развернуть на их основе методику раскопок.

#### Этногенез и синтез
Интерес к этногенезу побудил Клейна заняться проблемой синтеза источников и местом археологических источников в этом синтезе. Особенное внимание привлекали две темы: проблема этнографических параллелей и соотношение археологической культуры с языком.
По мнению Клейна, этнос есть категория социальной психологии. То есть объединяющей идеей служит представление об общем происхождении, а под эту идею подверстываются любые реальные признаки, то одни, то другие. Практически проблемы этногенеза сводятся к выяснению происхождения и истории языковых общностей. Потому вопросы происхождения народов являются, прежде всего, проблемой лингвистической. Принципиального же совпадения языка с археологической культурой нет, совпадений линий преемственности — и того менее. У культуры обычно много корней, и вовсе не обязательно, чтобы язык передавался с самым мощным культурным вкладом. Поэтому преемственность языковая не совпадает с культурной. Культурогенез — это не этногенез. Устанавливать линии языковой преемственности нужно на основании синтеза разнородных источников, где языковым должно принадлежать первое место.
Развёрнутые отзывы на работы этого плана не поступали.

#### Миграции и секвенции
Клейн выступил против идеи повсеместной автохтонности, становившейся всё более популярной на Западе, тогда как в Советском Союзе после разгрома марровского учения от неё постепенно отказались. Учёный разработал критерии доказанности миграций, допускающие больше свободы в реконструкции миграций, чем старые критерии, которые он назвал «перестраховочными». Лев Самуилович вспоминал: «В борьбе с Косинной и ради осторожности археологи последующего времени разработали такую уйму требований к тем, кто предполагает миграцию, что доказать миграцию становилось невозможно. Это были критерии с позиции автохтонистов… При такой перестраховочной строгости критериев многие миграции, реально осуществлённые в истории и зафиксированные в летописях, окажутся недоказуемыми и несуществующими». Клейн настаивал на том положении, что миграции бывают разных типов, и для каждого типа есть свои археологические признаки, свои критерии доказанности.
В своих работах Клейн выступал как против представлений, называемых наивным автохтонизмом (концепция, базирующаяся на представлении о постоянном и повсеместном независимом существовании народностей на отдельно взятой территории), так и против наивного миграционизма (концепция, базирующейся на представлении, что каждая смена культур на определённой территории объясняется вторжением иноземцев, приходом нового населения). В борьбе с этими иллюзиями он ввёл понятие секвенций (последовательностей культур), различая колонные (привязанные к одной территории) и трассовые (не привязаны к одной территории). Согласно концепции Клейна, археологический материал обретается нами в колонных секвенциях, но в процессе исследования он должен быть переведен в трассовые, поскольку в реальности колонных секвенций существовало очень мало.
Лев Самуилович признавал, что его идеи в области изучения миграций и концепция секвенций не приобрели широкого применения в теоретической археологии. Их дальнейшим развитием занимались и занимаются преимущественно ученики самого Клейна, в частности, Марк Борисович Щукин.

### Историография
В представлении Клейна, излагая и оценивая различные течения, подвергая проверке общие теории археологии в плане их реализации, история археологической науки стала отраслью теоретической археологии. Сам он много занимался этой отраслью.
Его «Панорама теоретической археологии» («A Panorama of Theoretical Archaeology») (1977), опубликованная в международном журнале Current Anthropology, стала первым заметным обзором теоретической археологии в мире. Как вспоминал учёный, изначально он просто собирал для себя картотеку по теоретическим работам на разных языках, «чтобы быть в курсе того, что происходит по этому делу в мире». Заметив, что у него накопилась представительная сводка, аналогов которой в мировой литературе, по-видимому, не было, Клейн предложил журналу Current Anthropology начать делать обзоры по теоретической археологии с регулярностью раз в два года и сделал такой первый обзор за 1970—1971 годы. В процессе работы у археолога накопился материал и за 1972—1973 годы. В 1974 году статья была отправлена в редакцию журнала, но появиться в печати она смогла только в 1977 году.
В Советском Союзе и эта статья, и последующая «Theoretical archaeology in the making» прошли незамеченными, но в мире эти работы встретили широкий и, преимущественно, позитивный отклик. Канадский археолог Брюс Триггер опубликовал подробный разбор «Панорамы» и оценил появление такой работы с советской стороны самой формулировкой названия своей статьи: «Теперь уже не с другой планеты» (англ. No longer from another planet). Майлз в британском журнале Encounter в начале 1980-х написал, что «труд Клейна показывает широту подхода и знание археологической литературы, вероятно, не имеющие себе равных в Западной Европе и среди профессионалов постоянно замкнутой североамериканской традиции археологии». Критический отзыв на «Панораму» предоставил британский археолог Кристофер Тилли, который описал её как «критику по типу: ни хорошо, ни плохо». Отвечая на замечания британского коллеги, Клейн так объяснял свою позицию: «Я видел свою роль не в том, чтобы быть судьёй или рефери, а — путеводителем. Как теоретик я видел свою задачу не в раздаче оценок, а в структурировании течений и состояния проблемы».
Роль путеводителя в историографии теоретической археологии Клейн неоднократно выполнял и для русскоязычной аудитории. Он познакомил русского читателя с новыми течениями в мировой археологии. Его книга «Новая археология» (2009), хотя и была издана тридцать лет спустя после написания, ещё в рукописи была прочитана многими. Изданная в 2009 году она была отмечена тремя позитивными рецензиями (две в России, одна в Англии). Его двухтомная «История археологической мысли» (2011) явилась первым опытом истории мировой археологии в России. Двухтомная «История российской археологии: учения, школы, личности» впервые для русской историографии представила параллельное изложение истории событий, истории идей и истории людей (биографий). Его книга «Феномен советской археологии» (1993) дала первый полный анализ советской археологии после завершения советского периода, хотя писалась ещё до его завершения. Книга была переведена на испанский, немецкий и английский языки. Тогда как на публикацию книги на русском языке поступила лишь одна рецензия, немецкий перевод получил семь рецензий.

### Конкретные археологические исследования

#### Исследования катакомбной культуры
В сфере конкретных археологических исследований больше всего Клейн занимался катакомбной культурой бронзового века (III тыс. до н. э.) на Украине и в Волго-Донских степях. Он раскапывал курганы в степях Украины и Южной России, и катакомбные погребения стали темой его кандидатской диссертации. Диссертация Клейна о происхождении донецкой катакомбной культуры также содержит анализ антропологического (краниологического) материала с обширным статистическим аппаратом, выполненный самим автором. Детальным археологическим анализом на основе собственного опыта раскопок Клейн показал, что ряд памятников из старых раскопок, сочетающих погребение в простой яме с катакомбным обрядом и инвентарём и трактуемых обычно как переходные от ямной культуры к катакомбной, являются просто разрушенными катакомбами (с проваленным сводом). Сначала он совершенно отвергал местное происхождение этой культуры и отстаивал гипотезу о миграции из Ютландии через равнину Дуная. Потом (в 1970 году) показал, что это не одна культура, а несколько. Позже на основе сравнения с культурой Индии и Ригведой он пришёл к выводу, что это предки индоариев. Эту идею он разрабатывал в ряде работ, вплоть до доклада на Вюрцбургском конгрессе индоевропеистов 2009 года. Такой вывод побудил учёного вернуться к изучению участия и местного вклада в формирование катакомбных культур — вклада ямной культуры, которая давно связывается с ариями (индоиранцами, то есть предками индоариев и иранцев). По мнению Клейна, ямники, влившись в катакомбную культуру, мало что привнесли с собой из культуры, но оставили в наследство язык, который и определил этническую характеристику катакомбников.
С 1960 года Клейн написал около трёх десятков статей о катакомбных памятниках, определив, таким образом, приоритетный объект своих исследований. Однако учёный, написавший за долгую научную карьеру три десятка книг, не выпустил фундаментального тома о катакомбных памятниках. Свои разработки Клейн считает подготовительными работами для позднейших исследований катакомбных культур, которые были написаны С. Н. Братченко, А. М. Смирновым, А. Хойслером, А. В. Кияшко, С. Ж. Пустоваловым.
Догадка об индоарийской принадлежности катакомбников была высказана до Клейна историками Берзиным и Грантовским в малотиражном политико-культурном журнале, издававшемся при советском посольстве в Индии, и никем не была введена в научный оборот, сам Клейн узнал о её существовании много позже. Гипотеза Клейна о катакомбниках как индоариях, выдвинутая им в «Вестнике Ленинградского университета» и на английском языке в индийском научном журнале, разрабатывалась им во многих работах и рассматривается учёными как одна из возможных гипотез. Впрочем существуют и другие гипотезы об индоариях: московский археолог Е. Е. Кузьмина считает предками индоариев или, возможно, ариями (то есть индоиранцами) носителей андроновской культуры, а украинский археолог В. В. Отрощенко — носителей срубной. Клейн оспаривает доводы Кузьминой в рецензиях на её книги.
Установка Клейна о том, что катакомбная культура должна быть расчленена на ряд катакомбных культур в украинских и южнорусских степях, принята большинством археологов.

#### Этногенез

##### Славяне
С самого начала его научной деятельности Клейна увлекали проблемы этногенеза — его первая печатная работа (1955 год) была посвящена происхождению славян. Лев Самуилович так вспоминал о причинах и обстоятельствах, побудивших его к написанию этой статьи: «[Наши слависты] отстаивали сугубую автохтонность своего народа на тех территориях, где его застала история. Любые миграции на эту территорию отвергались. … Я был против [этой традиции], и это было впервые, что я встал в оппозицию профессиональному археологическому истэблишменту».
В 1956 году на Украине была созвана конференция, где ведущие археологи (среди них — Тереножкин и Брайчевский) выступили с критикой двух авторов — Клейна и Г. Ф. Корзухиной. Клейн вспоминал: «Головные доклады, подготовленные видными фигурами старого истэблишмента, были целиком против меня, но в прениях не все соглашались с ними, слышны были и голоса несогласия — людей, поддержавших мою критику. В конце концов резолюция оказалась в мою пользу».

##### Арии и греки
В дальнейшем Клейн углубился в проблемы происхождения индоевропейцев, особенно их юго-восточного крыла — ариев, греков, армян, фригийцев, хеттов, тохаров. Он постулировал существование в прошлом индоевропейской субгруппы — грекоариев, включающей предков ариев, греков, армян и фригийцев. Этим проблемам посвящены его книги «Древние миграции» (принята к печати в СПбГУ) и «Время кентавров: степная прародина ариев и греков» (2010).

##### Индоевропейцы
Как отмечал Клейн, уже более полувека, как он занимается различными аспектами проблемы этногенеза индоевропейцев — истоки которых «манили тайнами, готовыми раскрыться». По его мнению, происхождение индоевропейцев в основном лингвистическая проблема. Поскольку языковые, культурные и физико-антропологические общности могут, как совпадать в своем формировании и ветвлении, так и развиваться разными путями — поэтому «определять, было или не было совпадение путей, нужно каждый раз особо».
С точки зрения археологии, как он полагает, очень многообещающей выглядит североевропейская концепция происхождения индоевропейцев, поскольку в её рамках удается объяснить миграции хетто-лувийцев и тохаров (в Анатолию и Восточную Азию соответственно).

###### Индоевропейцы и открытия генетиков
В сенсационных генетических исследованиях, выполненных двумя коллективами, в первом случае — под руководством генетика Дэвида Райха и в ином — коллективом, организованным генетиком Эске Виллеслевом, на основании массового анализа ДНК, было выдвинуто утверждение о демографической смене в Европе на рубеже энеолита и бронзового века в результате миграции населения ямной археологической культуры из причерноморских и поволжских степей в Центральную и Северную Европу, принёсших с собой, как полагают авторы работ, большинство индоевропейских языков и породивших культуры шнуровой керамики. У Льва Клейна, однако, возникли сомнения относительно интерпретации, предложенной обеими командами исследователей. Как подчеркивает Клейн, авторы этих замечательных работ сами же показали, что интенсивность обнаруженного ими вклада, общего для генофондов степняков и европейцев эпохи бронзового века, существенно возрастает от Дуная к Северной Европе. Поэтому выведение индоевропейцев из степной зоны не представляется убедительным, и, напротив, указанное сходство может быть обязано некому северному источнику более раннего периода, что подтверждается сходством антропологических типов, обнаруживаемых в северном мезолите и ямной культуре, а также соответствующим движением северных археологических культур в степную зону. В 2017 году в международном научном журнале «European Journal of Archaeology» были опубликованы полемические статьи Льва Клейна и коллективов Дэвида Райха и Эске Виллеслева.

#### Норманская проблема
В мемуарах Клейн написал, что во время обучения в аспирантуре он на время отложил занятия диссертацией и приступил к изучению роли варягов (норманнов) в становлении Древнерусского государства. Он начал работу над книгой «Спор о варягах», рукопись которой завершил в 1960 году. Клейн утверждал, что в печать книгу издательства не принимали, но её текст послужил основой для спецкурса, который Клейн вскоре стал читать на кафедре археологии, а чуть позже — основой для Славяно-варяжского семинара.
В позднесоветское время признание участия норманнов в строительстве русского государства считалось антипатриотической, опасной и вредной теорией. Историк А. П. Новосельцев так описывал ту ситуацию: «Возражать им [академику Рыбакову и его последователям] становилось даже опасно, так как можно было заслужить малопочтенный в ту пору ярлык норманиста, что вело к ограничению возможностей публикации трудов тех, кто его получал, и т. д.». Сам Клейн в книге мемуаров приводит письмо, направленное в Управление внешних сношений МВиССО СССР профессором Д. А. Авдусиным, в котором значилось: «Позиция группы Клейн-Лебедев-Булкин представляется мне противоречащей марксизму-ленинизму, антипатриотической. Поездка любого из членов этой группы за границу, тем более — в гнездо зарубежного норманизма — Швецию, послужит не на пользу, а во вред советской исторической науке».
Клейн в первые годы старался уменьшить объём норманизма, чтобы это понятие «не налезало» на него и других исследователей. С годами он стал выступать более откровенно. По мнению Клейна, норманская теория, норманизм не существует и никогда не существовал как научная концепция, тогда как антинорманизм существует, но представляет собой, прежде всего, идеологическую платформу, основанную на комплексе неполноценности. Антинорманизм характерен именно для России. Хотя норманны в Средние века захватили значительные территории в Англии, Франции, совершали набеги на Германию, Испанию и Византию, однако ни французы, ни англичане не отрицают этих фактов. Борьба антинорманизма с «норманизмом» — это не критика некой теории, а спор о фактах. В своём труде «Спор о варягах» Клейн не привёл новых аргументов в поддержку той или иной стороны, вместо этого он изложил детально аргументацию обеих сторон, стараясь взвесить эти аргументы и показать их валидность или невалидность. Он структурировал спор, разместив аргументы по ступеням приближения к наиболее неприемлемым положениям.
Позиция Клейна по норманской проблеме, занятая им с 1960 года, поначалу вызывала только глухое недовольство партийного руководства наукой, которое привело к организации дискуссии 1965 года, где оппонентом Клейна выступил И. П. Шаскольский. Таким образом, Клейн выступил основным диспутантом на третьей публичной дискуссии по данной проблеме (каждая отстояла от предшествующей приблизительно на столетие). В первой Г. Ф. Миллер спорил с М. В. Ломоносовым, во второй М. П. Погодин — с Н. И. Костомаровым, в третьей — Клейн с Шаскольским.
В печати реакция началась после появления в 1970 году сводки норманнских древностей Руси, выполненной Клейном совместно с его учениками: последовали рецензия в Польше, три подробных отклика в России. Ещё одно усиление дискуссии вызвал доклад Клейна (1995) о «конце антинорманизма» (один отклик в поддержку, два — против) на торжественном юбилее дискуссии 1965 года. Сам учёный полагал, что после ликвидации советской власти, а вместе с ней и государственной поддержки антинорманизма, дискуссия на эту тему завершена. В журнале «Стратум» за 1999 год Клейн опубликовал статью «Норманизм — антинорманизм — конец дискуссии».
Более активная дискуссия развернулась после выхода в свет книги «Спор о варягах» (2009). Это издание совпало с возрождением антинорманизма, поддерживаемого директором Института российской истории РАН А. Н. Сахаровым. Сахаров совместно с историком В. В. Фоминым выступили по телевидению, Клейн раскритиковал их выступление в печати (2010), опубликовав ещё несколько статей того же плана, в частности, о конференции сторонников Сахарова «Начало Руси».
Фомин, в свою очередь, поместил в интернете подробный критический разбор «Спора о варягах» и других произведений Клейна под названием «Клейн как диагноз, или голый конунг», где обвинил Клейна в научной несостоятельности его исторических взглядов. Клейн ответил статьёй «Антинорманизм как диагноз».

#### Другие вопросы
Клейну также принадлежат исследования и гипотезы по другим вопросам археологии: определение так называемых «зооморфных скипетров» энеолита; изучение игральных костей в степных курганах, исследование Карбунского клада раннетрипольской культуры; идентификация пра-хеттов с баденской культурой (Время кентавров, 2010), реконструкция фригийской миграции в Индию за тысячу лет до Александра Македонского и прочие.

### Филологические работы
В области филологии наиболее оригинальны гомероведческие исследования Клейна — книги «Бесплотные герои» (1994), «Анатомия Илиады» (1998) и другие работы, которые не были переведены на иностранные языки. Клейн заинтересовался Гомером в 1980-х годах, исходя из своего изучения бронзового века Европы: он многие годы читал курс бронзового века в Ленинградском университете. При этом он обратил внимание на то, что раскопанный в Гиссарлыке (Турция) город очень отличается от описанной в «Илиаде» Трои. Кроме несовпадений его удивляло то, что основные герои и другие явления в эпопее имеют двойные имена: Троя — она же Илион, река Скамандр и Ксанф, Парис — он же Александр, главные герои греков Ахилл и Диомед совершают одинаковые подвиги и даже ранены в одно место — щиколотку. Причём в поэме они не встречаются: появляется один — исчезает другой. Клейн пришёл к идее, что немцы XIX — начала XX веков (Генрих Дюнцер, Теодор Бергк, Август Фик, Пауль Кауэр, Эрих Бете и др.) были правы: эпопея составлена из разных песен, в которых имелись параллельные герои. Далее, проведя статистический анализ греческого оригинала, Клейн проследил, что с этим параллелизмом коррелирует распределение эпитетов, слов. Таким путём удалось расчленить текст Илиады на 6 самостоятельных источников, соединённых в эпопее разрозненными частями вперемежку.
Дальнейшие исследования показали, что основные герои Илиады — Ахилл, Аякс, Нестор и другие — были не историческими личностями, какими они предстают в эпопее, а полумифическими культовыми героями наподобие христианских святых, каждый отвечал за какую-то сферу жизни (например, Ахилл — охранитель кораблей, Нестор — целитель, Одиссей — маг и гадатель и т. д.), и в поэме они, в сущности, занимаются соответствующей деятельностью.
По-своему Клейн проанализировал «Каталог кораблей» в Илиаде, доказывая, что он многослоен и в основе симметричен, а его начальный состав совпадает с тем, который предполагался легендой о греческой колонизации островов.
Клейн пришёл к выводу, что Троянской войны и взятия Трои греками в истории не было. По его мнению, археологических подтверждений этого нет, а опровержений — много. Таким образом, раскопанный Шлиманом город — вообще не Троя, хотя это Илион. В хеттских источниках упоминаются на западе Малой Азии два разных города: Труя — это Троя, и (В)илюса — (В)илиос, Илион.
Статьи, а затем книги Клейна по гомеровскому вопросу встретили настороженное восприятие античников, а затем, начиная с работы Цымбурского 1987 года, и резкие возражения. Клейн вспоминал: «Я понимал, что натолкнусь на ожесточённое сопротивление классицистов. Сотни лет они изучали божественного Гомера, его стиль, его сюжетные линии и прочее, и вдруг приходит аутсайдер и заявляет, что всего этого единства нет, а есть разные авторы и разные фрагменты текстов и что немцы прошлого века были в основном правы». На «Анатомию Илиады» появились разносторонние рецензии. В. Л. Цымбурский и В. В. Файер утверждали, что статистика Клейна ничего не доказывает, так как есть примеры с возможностью противоположных выводов. В ответной статье (2004 г.) Клейн настаивал, что его критики не понимают вероятностной природы статистики, которая предусматривает именно такое распределение возможностей.
На гомероведческие работы Клейна поступали и положительные отзывы, в частности востоковед И. М. Дьяконов заявил, что в юности он мечтал о таком открытии, что выводы Клейна неопровержимы и что с этого, возможно, начнётся новая эпоха в гомероведении.

### Антропологические исследования Клейна

#### Эволюция культуры
Клейн считает своим наиболее интересным вкладом в антропологию коммуникационную теорию эволюции культуры, которую он, впрочем, подробно не разработал, так как она представлена лишь в нескольких небольших статьях. В своих работах учёный выводил предположение, что передачу культуры от поколения к поколению можно представить как сеть коммуникации, но растянутую не в пространстве, а во времени. Тогда на ход информации должны воздействовать те же, в общем, факторы, которые действуют в любой сети связи (радио, телефон и т. д.). Чтобы информация проходила нормально, нужна её повторяемость, некоторое количество каналов связи с хорошей пропускной способностью. Остаётся понять, какие культурные факторы соответствуют этим физическим факторам, способствующим или препятствующим прохождению сигналов. К примеру, каналами связи могут являться семья, школа, двор, клуб. Повторяемость культурной информации носит характер ежедневный (умывание, застольные обряды), еженедельный (деление на будние дни и выходные, в старом быту — посещение бани), ежегодные (сезонные работы, праздники) и т. д.
Тут не исключаются формулы эволюции культуры и применение этой теории к непрямому управлению культурой. Для археологии есть объяснительные применения: например, при миграции незачем искать переноса всех форм культуры, если переместилась лишь фракция общества, скажем, молодые воины — они просто могли не усвоить на родине те формы культуры, которые редко повторялись, например, погребальный обряд.

#### Изучение восточнославянского язычества
Ещё одна тема антропологических исследований Клейна касалась изучения восточнославянского язычества. Обнаружив следы культа Перуна в вайнахском фольклоре, Клейн сначала отыскал в истории реальные возможности древнего проникновения славянского язычества на Кавказ, а затем сопоставил их не только с теми немногими реликтами культа Перуна, которые сохранились в русской культуре, но и с широким кругом этнографических явлений русской культуры. Культ Перуна оказался связанным с образами Русалки, Ярилы, Костромы и др. Перун же выступает у Клейна умирающим и воскресающим богом, каких было немало в мифологии разных стран. Попутно решаются и некоторые другие проблемы. Так, Масленица оказывается по Клейну не древним праздником, а смещением календарных обрядов солноворота под давлением христианских постов. Велеса Клейн считает поздним божеством, имитирующим христианского св. Власия. Ряд статей на все эти темы завершился книгой «Воскрешение Перуна» (2004).
Концепция Клейна о раннеславянском язычестве противоречит другим концепциям по этому вопросу — старым (его учителя В. Я. Проппа, Д. К. Зеленина) и более современным — В. В. Иванова с В. Н. Топоровым и особенно Б. А. Рыбакова.
Среди немногочисленных отзывов на публикацию «Воскрешение Перуна» в профессиональной литературе были как положительные, так и критические рецензии. Обозреватель издания «Буквоед-Review» Анджей Иконников-Галицкий дал книге такое описание: «Она научно точна, построена на обширном и прочном „источниковом“ фундаменте. Она великолепно написана — перед нами увлекательный рассказ опытного лектора. Она, наконец, мировоззренчески плодотворна, ведёт ум читателя к постижениям и открытиям... Труд Клейна — противоядие против неоязычества, седьмое (и последнее?) доказательство его несостоятельности».
Книга Клейна вызвала критику со стороны неоязычников, выразителем которой стал фолк-историк Лев Прозоров, который в своей книге «Боги и касты языческой Руси. Тайны киевского пятибожия» крайне отрицательно отозвался об идее «умирающего и воскресающего Перуна», который якобы отождествляется Клейном с богами Илу и Индрой.

#### Изучение гомосексуальности
В беседе для журнала «Город 812» в 2011 году Клейн отверг обвинения в гомосексуальности. Клейн рассматривает гомосексуальность с позиций антрополога, как девиантное поведение. Как антрополог Клейн последовательно выступает за декриминализацию и демедикализацию гомосексуальности, но в то же время, в отличие от многих либеральных деятелей: а) считает гомосексуальность в биологическом плане патологией (а в культурном плане нормы поведения условны и зависят от культуры); б) «гей-парады» не признаёт разумными и целесообразными в России, в отличие от акций в защиту гражданских прав геев; в) резко критикует гомосексуальную субкультуру.
Его книга «Другая любовь» (2000) рассматривает различные теории и взгляды на гомосексуальность, существовавшие с древности и до наших времён, теории происхождения гомосексуальности, эволюцию отношения к гомосексуальности в различных обществах в разные исторические периоды. Книга «Другая сторона светила. Необычная любовь выдающихся людей» (2002) посвящена гомосексуальности в биографиях известных российских деятелей, от Ивана Грозного до Рудольфа Нуреева.
В одной из рецензий «Другая любовь» Клейна сравнивается с творчеством И. С. Кона. Критический разбор труда Клейна представлен в парижской рецензии и в рецензии в журнале «НЛО». Российский журналист, автор книг по психологии В. В. Шахиджанян высоко оценил данную работу и перепечатал её на своём личном сайте, расставив по тексту собственные комментарии.

## Педагогическая деятельность
Работать преподавателем Лев Клейн начал на заре своей научной карьеры. После окончания исторического факультета ЛГУ и до поступления в аспирантуру он работал школьным учителем в Ленинграде, потом в посёлке Волосово Ленинградской области, а затем в Гродно. Уже аспирантом он прошёл по школам Ленинграда с лекциями по археологии, отбирая талантливых ребят для занятий на подготовительных кружках; часть его студентов приходила из подготовительных кружков («Малого истфака»), часть приводили родители-учёные. Лучшие работы школьников рекомендовались к докладу на заседании кафедры археологии, а лучшие школьники — к привилегированному поступлению в университет.
Клейн признавал, что тщательно готовил лекции и многие его книги представляют собой курсы лекций, записанные дословно. Он любил продумать текст заранее, тщательно записать и, произнося лекцию, не скрывал, что перед ним лежат подробнейший план-конспект и стопка карточек. Благодаря такому подходу в процессе выступления он мог не заботиться о формулировках и сосредоточиться на интонации, жестах, показе иллюстраций и реакции аудитории. Каждая лекция Клейна, согласно методике, которую использовал Лев Самуилович, имела завлекательное вступление и эффектное завершение.
Для развития самостоятельности студентов Клейн придумал особую форму работы — проблемные семинары, работавшие систематически многие годы. От обычных семинаров они отличались тем, что студентам давались не упражнения, а только настоящие, хоть и посильные, исследовательские задания, а весь семинар ориентировался на достижение реальных результатов (организация крупных конференций, выпуск трудов, экспедиционные предприятия). В семинаре участвовали вместе со студентами маститые археологи, а, с другой стороны, допускались и некоторые школьники, чем обеспечивалась длительная жизнь семинара и преемственность поколений. Впоследствии от семинара Клейна ответвились семинары Г. С. Лебедева и М. Б. Щукина, работавшие и после того, как Клейн был уволен из университета. Об опыте организации проблемных семинаров Лев Самуилович рассказал в одной из заметок, опубликованных в газете «Троицкий вариант».
По инициативе Клейна кафедра археологии Ленинградского университета практиковала стажировку иногородних студентов-археологов без достаточного археологического образования. Такому студенту помогали выбраться в Ленинград на полгода-год, и он занимался на всех курсах дневного и вечернего потоков только археологией, успевая за это время прослушать много археологических курсов, а свои экзамены дома сдавал либо досрочно перед тем, либо с запозданием после того. Такую стажировку прошли многие молодые археологи из России, Украины и Молдовы — ныне известные археологи, такие, как В. А. Дергачёв и В. С. Патрушев.

## Критика
Работы Клейна, посвящённые предмету археологии (статья 1977 года и книга 1978 года об археологических источниках), сразу же вызвали оживлённую дискуссию в советской археологии. Так, Е. М. Колпаков и Я. А. Шер подвергли сомнению логику и убедительность выдвинутых Клейном аргументов, а Ю. Н. Захарук отвергнул саму идею выделения археологии как источниковедческой дисциплины, отдельной от истории. По мнению Клейна, отторжение вызывали как «умаление» традиционной для российской археологии и привычной для советского марксизма ориентировки на историю, так и оппозиция ленинской «теории отражения». А среди археологов, не очень приверженных марксистским догмам, позиция «распредмечивания» археологии поддерживалась притоком в археологию непрофессиональных кадров и конъюнктурными запросами властей. Для них была более понятна история, давно идеологизированная, и им хотелось подверстать археологию к ней.
Другие учёные (Плахин, Аникович) в основном поддержали идею Клейна. В коллективной рецензии, не принятой в печать на рубеже 1970-х и 80-х и напечатанной лишь с падением советской власти в 1991 году, четыре ленинградских археолога (Григорьев и др.) заявили, что позиция Клейна верна, и предположили, что его книга станет классикой археологии. В 1995 году, при выходе второго, расширенного издания «Археологических источников» автор  разобрал критические контраргументы Е.В. Колпакова, которые касались трактовки археологических источников и их специфики.
Ветвью дискуссии по вопросу предметного поля археологии стало обсуждение книги В. Ф. Генинга 1982 года «Объект и предмет археологии» и рецензии Клейна на эту книгу. Против позиции Клейна выступили Ю. Н. Захарук и В. Ф. Генинг, а после ответа Клейна им о «чистой» археологии его методику подвергли критике Генинг и Крепаков. В.Ф. Генинг также осудил ненаучный стиль Клейна при ведении им дискуссии.
На Западе археология также традиционно сливалась с историей, против чего возражали лишь некоторые крупные археологи (Грэм Кларк в Англии, Ирвинг Рауз в Америке). Это слияние мотивировалось, как и в дореволюционной России, стремлением ориентировать археологию на решение исторических проблем. Специфически археологические (источниковедческие) проблемы расценивались как менее значимые. С идеями Клейна западные учёные смогли познакомиться благодаря англоязычным статьям «Почему не история», «Рассечь кентавра» (1993), «Является ли немецкая археология атеоретической?» (1993), «Преистория и археология» (1995), а также интервью в Journal of European Archaeology (1993). Позицию Клейна поддержал испанский учёный А. Э. Аррохо.